# Protoplanetär skiva

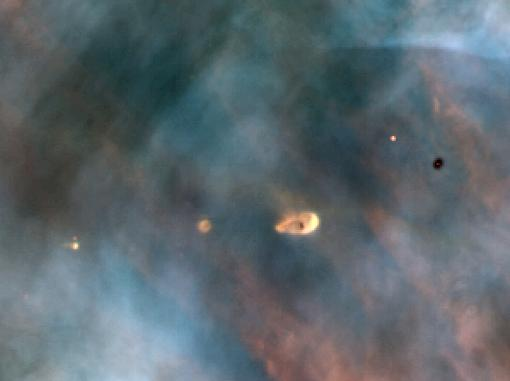
En proplyd i Orionnebulosan.

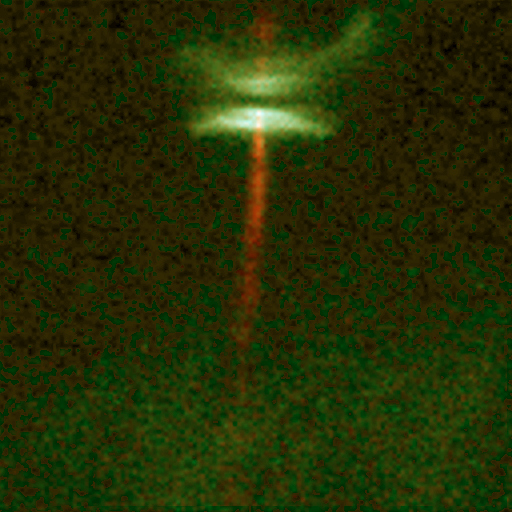
Den protoplanetära skivan HH-30 i Oxen, omkring 450 ljusår från jorden. Skivan sänder ut rödaktiga jetströmmar, en vanlig företeelse för dessa fenomen.

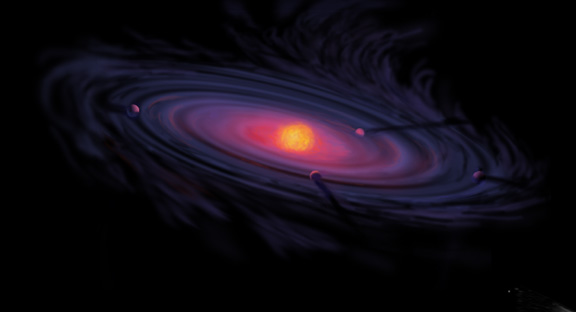
En konstnärs bild av en protoplanetär skiva.

En protoplanetär skiva, eller proplyd, är en roterande cirkumstellär skiva med tät gas som omger en mycket ung stjärna, en T-Tauri-stjärna eller Herbig-Ae/Be-stjärna. Den protoplanetära skivan kan anses vara en ackretionsskiva, eftersom materia kan falla ner från de inre delarna av skivan till stjärnans yta. Den processen bör dock inte blandas ihop med ackretionsprocessen som tros bilda själva planeterna.
Protoplanetära skivor runt T-Tauri-stjärnor skiljer sig från skivorna som omger den dominerande stjärnan i dubbelstjärnesystem genom storlek och temperatur. Protoplanetära skivor har radier upp emot 1000 AE och är tämligen kalla. Bara deras innersta delar når temperaturer över 1000 K. De är ofta associerade med så kallade Herbig-Haro-objekt och liknande fenomen.
Protostjärnor bildas normalt från molekylmoln som huvudsakligen består av molekylärt väte. När en del av ett molekylmoln når en kritisk storlek, massa, eller densitet, börjar den kollapsa av sin egen gravitation. När det kollapsande molnet, kallad en solnebulosa, blir tätare, börjar de slumpmässiga rörelser som fanns hos molekylerna i molnet jämna ut sig och övergå till riktningen för nebulosans nettorörelsemängdsmoment. Lagen om rörelsemängdsmomentets bevarande orsakar en allt snabbare rotation, allt eftersom nebulosan blir mindre. Denna rotation får molnet att platta ut sig, precis som när en pizzabagare plattar ut degen genom att rotera den i luften, och får formen av en skiva. 
Den inledande kollapsen tar ungefär 100 000 år. Efter denna tid når stjärnan en yttemperatur som liknar en huvudsekvenstjärna och blir synlig. Den är nu en T-Tauri-stjärna. Ackretion av gas på stjärnan fortsätter ytterligare ungefär 10 miljoner år tills att skivan försvinner. De äldsta protoplanetära skivorna som har upptäckts är 25 miljoner år gamla..